# Damara (narod)
Damara je etnička skupina, koja čini 8,5% stanovništva Namibije.
Govore jezik khoekhoe kao i etnička skupina Nama. Većina živi u sjeverozapadnoj Namibiji, no također i širom cijele zemlje. Nemaju kulturoloških poveznica ni s jednom etničkom grupom u Africi, a vrlo se malo zna o njihovom podrijetlu. Vjeruje se, da su potomci lovaca - sakupljača jugozapadne Afrike, koje zastupaju Cimba, Kwisi i Kwadi. Usvojili su jezik khoekhoe od doseljenika iz etničke skupine Nama.
Prije 1870. godine, Damare su živjeli u većem dijelu središnje Namibije, ali veliki broj se raselio kada su se naselili skupine Nama i Herero u potrazi za boljom ispašom. Nakon toga, Damare su u drugom planu i rade za pripadnike Name i Herera, koji dominiraju.
Godine 1960., južnoafrička vlada natjerala je Damare u bantustan Damaraland, područje sa siromašnim tlom i s malo kiše. Oko polovica njih i dalje tamo živi.